# Bree Turner

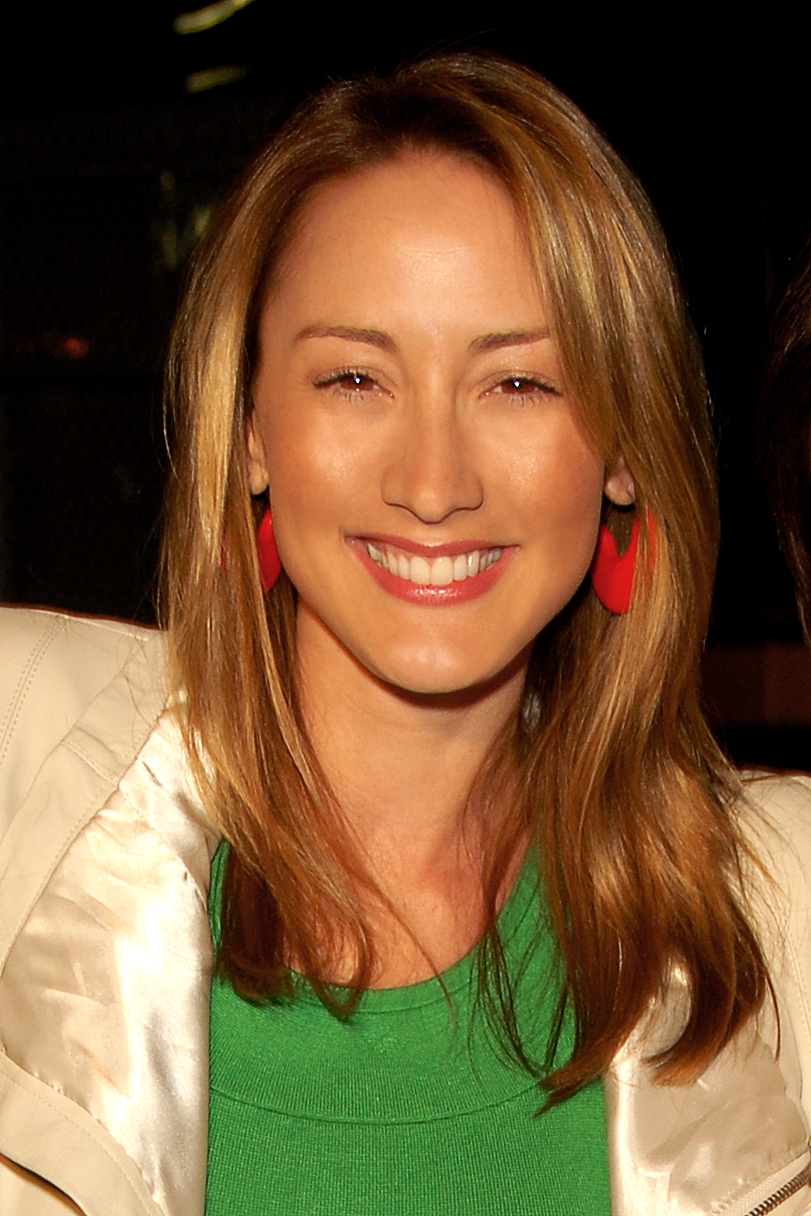

Bree Turner (Palo Alto, 10 de março de 1977) é uma atriz americana.

## Biografia
Nascida Bree Nicole Turner, em Palo Alto, seu pai é Kevin Turner era um jogador de futebol, jogou pelo New York Giants, Turner estudou na Monte Vista High School em Danville, (Califórnia). Mais tarde, se juntou ao King's College em Londres e à Universidade da Califórnia em Los Angeles, Bree é fanática por videogame e também é dançarina profissional.

## Carreira
Bree começou na Tv em 1996, no filme Dunston faz o chekin in, interpretando uma garota francesa, no ano seguinte participou do filme O casamento do meu melhor amigo, em 1998 participou do filme O Grande Lebowski interpretando uma dançarina, em 1999 participou da série de Tv do canal MTV Underssed e do filme Gigolô por acidente, compartilhando as cenas o ator Rob Schneider. No ano 2000, Bree participou do filme Cães de quintal interpretando a protagonista Kristy James, no ano seguinte participou do filme O casamento dos meus sonhos, dividindo as cenas com Jennifer Lopez e Matthew McConaughey, no mesmo ano, Turner dividiu as cenas com David Spade no filme Joe Sujo, em 2002 participou do filme Curvas Perigosas e no ano seguinte retorna na série da CBS Cold Case.
Em 2004, Bree é a antagonista do filme As apimentadas: Outra vez interpretando Tina, dividindo cenas com Anne Judson-Yager e Faune Chambers. Em 2005 participa da série Masters of Horror para o canal Showtime, em 2006 participa do filme Sorte no Amor interpretando Dana, uma das amigas de Lindsay Lohan compartilhando cenas com Chris Pine. Em 2008 participa da série Ghost Whisperer e nos anos seguintes ela participou da série Grimm (2011 - 2017) como Rosalee Calvert e The Mentalist (2012) como Íris.
Em 2015, Bree participa da série da versão americana Hell´s Kitchen ficando entre as 13 finalistas.

## Vida Pessoal
Bree foi casada com Justin Saliman um cirugião, eles se casaram no hotel Casa Del Mar, em Santa Mônica (Califórnia) em 2008. Em 2018 se divorciaram, citando diferenças irreversíveis. O casal tem dois filhos: Stella Jean Saliman (nascida em 29 de junho de 2010) e Dean Saliman (nascido em 12 de setembro de 2012).

## Filmografia
| Filmes      | Filmes                     | Filmes                        | Filmes                                          |
| Ano         | Filme                      | Papel                         | Notas                                           |
| ----------- | -------------------------- | ----------------------------- | ----------------------------------------------- |
| 1996        | Dunston Checks In          | Garota francesa               |                                                 |
| 1997        | My Best Friend's Wedding   | Title Sequence Performer #4   |                                                 |
| 1998        | The Big Lebowski           | Back-up Dancer                |                                                 |
| 1999        | Deuce Bigalow: Male Gigolo | Allison                       |                                                 |
| 2000        | Backyard Dogs              | Kristy James                  |                                                 |
| 2001        | The Wedding Planner        | Tracy; Bride in the beginning |                                                 |
| 2001        | Joe Dirt                   | Sorority Girl                 |                                                 |
| 2002        | Sorority Boys              | Tifanny; Tri Pi's leader      |                                                 |
| 2004        | Bring It On Again          | Tina                          |                                                 |
| 2006        | Just My Luck               | Dana                          |                                                 |
| 2007        | Firehouse Dog              | Liz Knowles                   |                                                 |
| 2009        | The Ugly Truth             | Joy                           |                                                 |
| 2011        | Take Me Home               | Eve                           |                                                 |
| Televisão   |                            |                               |                                                 |
| Ano         | Título                     | Papel                         | Notas                                           |
| 1999        | MTV's Undressed Season 1   | ----                          |                                                 |
| 2003        | Cold Case                  | Ellen Curtis                  | Episódio: Our boy is back                       |
| 2004        | Good Girls Don´t           | Marjorie                      |                                                 |
| 2005        | Masters of Horror          | Ellen                         | Episódio: "Incident On and Off a Mountain Road" |
| 2008        | Ghost Whisperer            | Elizabeth                     | Episódio: "Ball and Chain"                      |
| 2010        | A Girl's Life              | Tiny Mosquito (voz)           |                                                 |
| 2010        | Rules of Engagement        | Heather                       | Episódio: Fun Run                               |
| 2011 - 2017 | Grimm                      | Rosalee Calvert               |                                                 |
| 2011        | Raising Hope               | Susan                         | Episódio: Sabrina Has Money                     |
| 2012        | Wedding Band               | Sara                          | Episódio: Pilot                                 |
| 2012        | The Mentalist              | Iris Porchetto                | Episódio: My Blood Valentine                    |
| 2015        | Hell´s Kitchen             | Ela mesma                     | Episódio: 13 chefs compete                      |